# Joc sexual

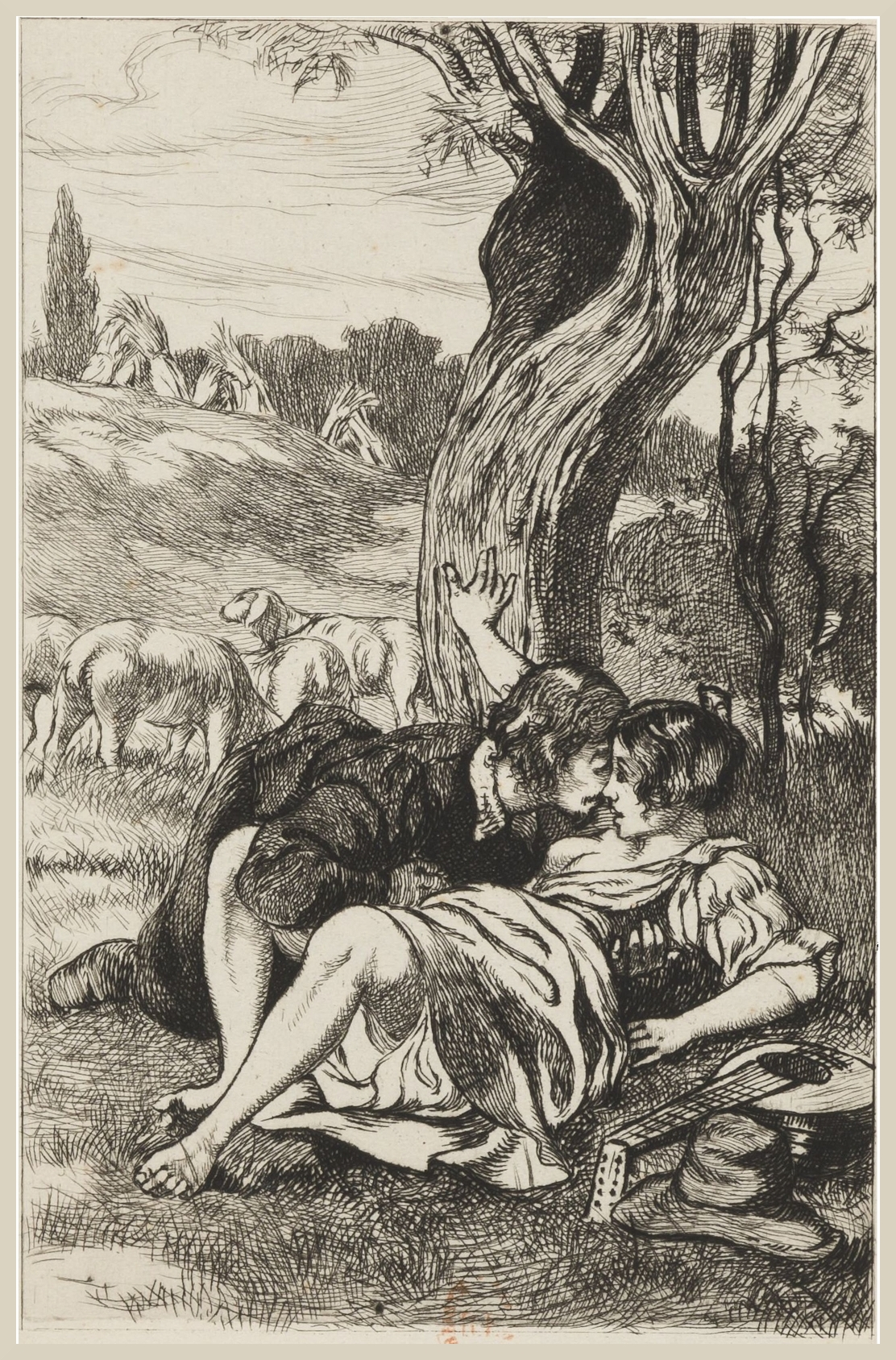
Pintura de Martin van Maële en què una parella realitza jocs sexuals

Es coneix com a joc sexual, joc previ o joc preliminar a la sèrie de preludis de l'acte sexual. Amb aquests jocs es desenvolupa l'excitació de la parella i la lubricació dels òrgans genitals, cosa que facilita el coit. Aquests es poden categoritzar en diferents pràctiques que inclouen estimulació, masturbació, petons i altres, i aquesta caracterització permet un estudi més precís.
Els jocs sexuals es poden estendre durant uns breus minuts fins a diverses hores abans de produir-se l'acte sexual. La seva varietat és infinita, des de la més lleu insinuació mitjançant paraules (ja sigui en viu com per altres mitjans (telèfon, internet, video...)), passant per mirades o gestos (amb els ulls, els llavis, les mans), incloent-hi un tocament o fregament per «equivocació» (amb els malucs, els pits, les natges, les mans), fins i tot carícies, petons, mossegades, llepades, en diferents parts del cos de la parella; passant per l'afluixar o treure part de la vestimenta de la parella.
Una altra possibilitat és utilitzar diferents tipus de roba, per exemple, llenceria o uniformes d'infermera o policia. També es pot afegir algun tipus de joguina sexual. Aquests es venen en botigues especialitzades anomenades sex-shops i van des d'un parell de daus (sexuals) que indiquen a la parella quina part del cos ha de besar o acaronar, fins a un consolador o vibrador.
De vegades, portar a sopar a la parella de forma discreta a un restaurant amb categoria pot servir també com a previ a qualsevol tipus de joc o fantasia sexual. No cal descartar el subtil regal de quelcom imprevisible però confortador.
Amb els jocs sexuals es pot aconseguir més intimitat entre la parella i és una altra manera de conèixer-se íntimament. Alguns sexòlegs els recomanen en parelles madures que han perdut una mica la passió al llit.

## Història
Hi ha moltes referències històriques als jocs previs, amb moltes representacions artístiques. L'obra de l'antiga índia Kama Sutra esmenta diferents tipus d'abraçaments, petons i marques amb ungles i dents. També esmenta activitats BDSM com bufetades i gemecs com a «joc». També hi ha exemples de l'ús dels jocs previs en la literatura d'assessorament matrimonial que es remunta a principis de la dècada del 1900.

## Jocs preliminars

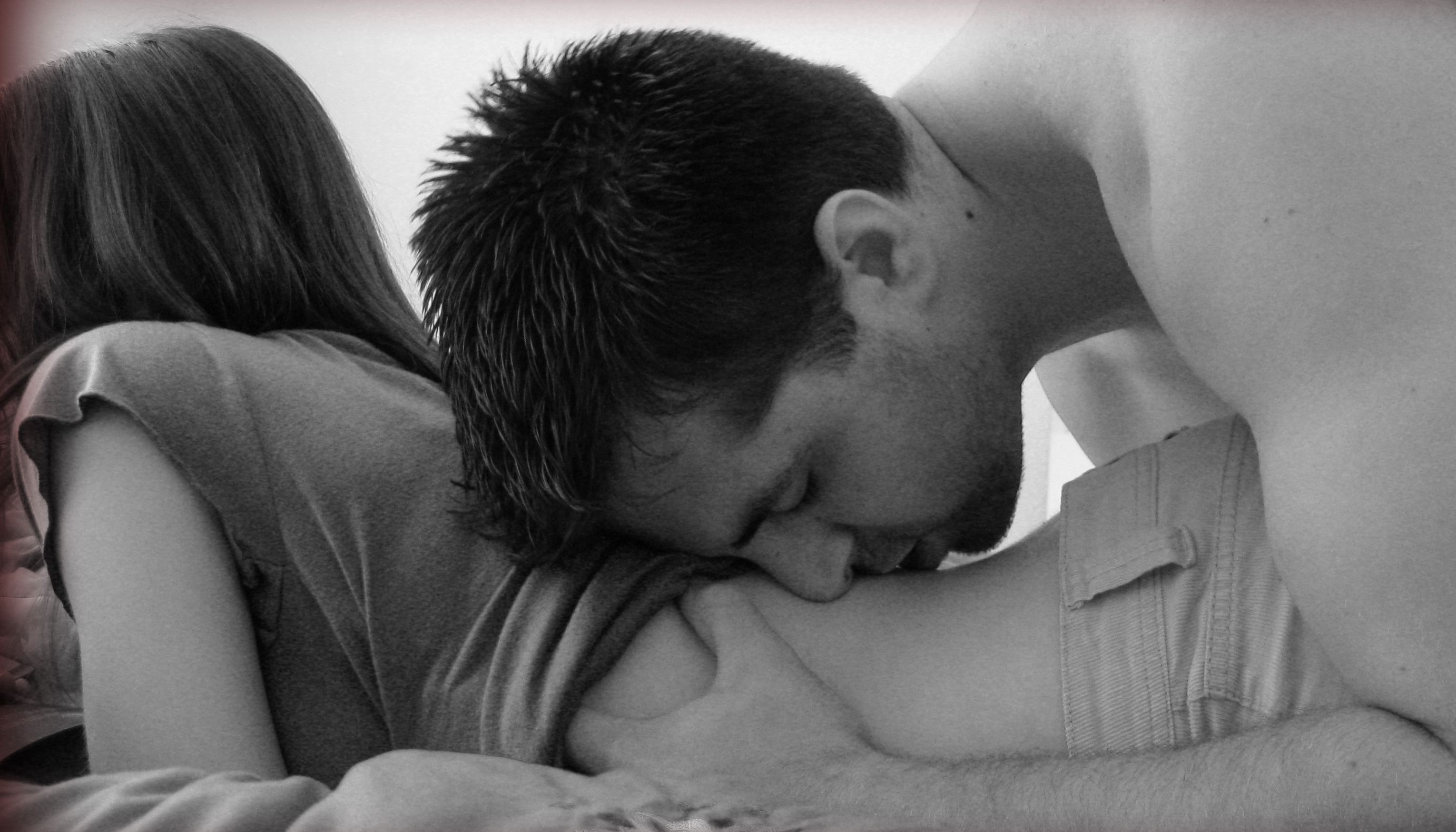
Joc sexual preliminar consistent a besar l'esquena de la dona o les natges

Els jocs de rol sexual o els jocs sexuals poden crear interès sexual. En general els jocs sexuals comencen quan una persona indica a la seva parella d'alguna manera el desig de fer-hi una activitat sexual. Tota acció que creï o incentiva el desig sexual, interès, estimulació o excitació en una parella sexual es considera un joc preliminar.
Aquests jocs es poden jugar en una varietat de situacions i s'han millorat amb la tecnologia. Aquest tipus de jocs preliminars ampliats poden implicar missatges SMS (sexting), trucades telefòniques, xat en línia o altres formes de comunicació a distància, que pretenen estimular la fantasia sobre la propera trobada. Aquesta temptació augmenta la tensió sexual.
El desig sexual es pot exterioritzar mitjançant intimitat física, com besar, tocar, abraçar o fer petites mossegades a la parella. La connexió a nivell de la paraula també pot crear interès sexual, com ara flirtejar, parlar, xiuxiuejar o provocar. Per exemple, pot ésser un gest no físic que indica la predisposició sexual. L'interès sexual es pot indicar i crear mitjançant la nuesa, per exemple si un dels membres de la parella realitza un striptease i es treu la roba en forma sensual, o vesteix una roba sexualment suggeridora, o creant una atmosfera amb una connotació romàntica, íntima o sexual. El tocar amb les mans o amb la boca una zona erògena pot indicar un interès sexual, igual que un petó íntim a la boca, pits, estómac, natges, esquena i zona interior de les cuixes o altres zones del cos. Un petó apassionat o un petó francès en general indiquen interès sexual, com també ho és treure la vestimenta de la parella.

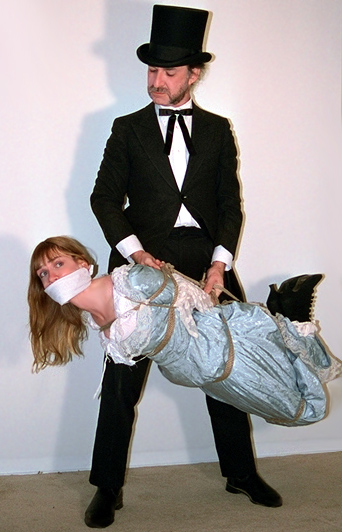
Una escena de bondage amb vestits d'època

Es pot jugar a un joc de cartes o de taula com a joc previ. L'objectiu del joc és que les parelles puguin satisfer les seves fantasies. Es pot exigir al perdedor, per exemple, que es tregui la roba o li faci un massatge sensual als peus o qualsevol altra cosa que el guanyador vulgui provar. Un ambient sensual també es pot potenciar amb espelmes, begudes, menjar sensual o roba suggeridora. Fins i tot un suggeriment sobre l'ús de joguines sexuals o la pràctica de jocs que involucren fetitxisme, servitud sexual, bena els ulls o esquitxades és una indicació d'interès sexual.
Algunes parelles creen interès sexual mirant vídeos eròtics i pornogràfics. El joc de rol pot implicar que les parelles portin vestits per crear i mantenir una fantasia sexual. Per variar, les parelles poden inventar una història (sexual) juntes. Un d'ells comença amb una frase i després l'altre continua fins que la història esdevé sexualment explícita i ofereix una oportunitat perquè les parelles expressin les seves fantasies sexuals. «Strangers for a day» és un joc de rol que consisteix en el fet que la parella interpreta els papers de la primera trobada entre ells. En un lloc de reunió públic, la parella es fa passar per desconeguts per primera vegada. L'objectiu és que coquetegen i sedueixin l'altre, sense fer ni dir res que normalment no farien ni dirien en una primera reunió.
En l'ideari popular català i malgrat la censura històrica de l'erotisme per part del catolicisme, se n'han preservat alguns com de propis com el sopar valencià.
Les pràctiques sexuals varien entre cultures, per exemple, les parelles llatinoamericanes que van gravar les seves activitats sexuals en vídeo no practiquen tant la posició del missioner com les parelles dels Estats Units d'Amèrica. La durada de les trobades sexuals sembla semblant entre les parelles europees i llatinoamericanes, variant entre 7 i 16 minuts.

## Investigació
Segons una enquesta en parelles heterosexuals sobre la durada de les relacions sexuals i els jocs previs, cap dels dos en aquestes relacions no estava satisfet amb la durada dels jocs previs en les seves relacions. Aquesta enquesta va mostrar 152 parelles que tenien principalment educació universitària i estaven satisfetes amb la seva vida sexual. En aquest estudi, i en comparació amb alguns estudis més amplis, els homes van percebre millor les relacions sexuals desitjades i la durada dels jocs previs per a la parella. El temps mitjà dedicat a les relacions sexuals va ser de 7 minuts i 12 minuts als jocs previs per a les parelles d'aquesta enquesta. Un altre resultat d'aquesta enquesta va ser que la durada dels jocs previs desitjats per a homes i dones era aproximadament la mateixa.
En un estudi global de prop de 12.000 persones de 27 països a 6 continents, els jocs previs físics van ser qualificats com a «molt importants» per al 63% dels homes i el 60% de les dones. Segons un estudi de persones en relacions romàntiques compromeses, la pornografia i l'ús de mitjans sexuals no tenen un paper en la satisfacció amb el temps dedicat als jocs previs, encara que altres aspectes de la satisfacció sexual es poden veure afectats per aquest tipus de mitjans sexuals. Això significa que els jocs previs són una part important del guió sexual, i les influències socials al guió sexual, com la pornografia i els mitjans sexuals provocatius, no afecten els jocs previs. El temps dedicat als jocs previs és una part important de l'excitació sexual i és únic per a cada individu, i les persones encara necessiten la mateixa quantitat de jocs previs per excitar-se sexualment malgrat allò que aprenen de la pornografia.

## Efectes físics
Els jocs sexuals fan que els fluxos literalment flueixin augmentant l'excitació sexual. L'excitació sexual provoca una sèrie de reaccions físiques al cos, com per exemple:
- augment de la freqüència cardíaca, el pols i la pressió sanguínea.
- dilatació dels vasos sanguinis, inclosos els genitals.
- major flux sanguini als genitals, cosa que provoca la inflor dels llavis, el clítoris i el penis.
- inflor dels pits i erecció dels mugrons.
- lubricació de la vagina, que pot fer més plaents les relacions sexuals i evitar el dolor.

## Jocs preliminars tàntrics
Els «jocs preliminars tàntrics» són el primer pas de la sessió de sexe, segons els principis del tantra. El sexe tàntric està en contra de precipitar les coses per tal d'assolir un orgasme, de manera que els jocs preliminars tàntrics són una forma de preparar el cos i la ment per a la unió entre els dos cossos. Les regles tàntriques diuen que els jocs preliminars han de centrar-se en la preparació abans de la relació sexual. Els jocs preliminars tàntrics poden incloure banys sensuals entre els dos membres de la parella en un ambient relaxant. També es pot fer servir oli de fragància i espelmes per crear l'ambient.
Els jocs preliminars tàntrics només consisteixen a donar-se temps per connectar-se espiritualment i unir-se. Mirar-se fixament l'un a l'altre mentre s'està en posició de cames creuades i tocar-se els palmells és una tàctica de jocs preliminars habitual utilitzada pels practicants de tantra. Els jocs preliminars tàntrics també poden incloure massatges tàntrics. El massatge que s'aplica, segons la filosofia tàntrica, no és per assolir orgasmes, sinó per donar-se plaer mútuament i connectar a nivell espiritual.

## Crítiques
El terme «jocs preliminars» ha estat criticat per ser centrar-se en la penetració vaginal i la carrera cap a l'orgasme com allò «principal» de les relacions sexuals. La sociòloga Juliette Rennes indica que la tríada «jocs preliminars - penetració - ejaculació» és una «construcció cultural».
En una definició ampliada que no es limita a la penetració, els jocs preliminars es poden entendre com qualsevol acte que provoqui desig i augmenti l'excitació sexual. Això inclou, per exemple, el contacte visual, el flirteig, l'intercanvi de missatges sexuals, l'ús de determinats tipus de roba (llenceria, etc.), desvestir-se, crear un ambient lluminós o olorós propici per a un acte sexual.